# Lenka Kršáková
Lenka Kršáková (* 22. února 1991, Bratislava) je slovenská atletka, sprinterka na vzdálenosti 100 a 200 metrů. Účastnice Mistrovství Evropy 2014 a halových mistrovství Evropy 2015. Pravidelně reprezentuje svůj klub AO TJ Slávia STU Bratislava na zahraničních mítincích. Je žákovskou rekordmankou v běhu na 60 m (7,88 sek.), Rekordmankou do 22 let na 200 m (23,70 sek.) a v ženské štafetě na 4× 100 m (45,79 sek.) Její trenérem je Kristián Cupák.

## Úspěchy
Dorostenecké halové mistrovství Slovenska (Bratislava)
Běh na 60 metrů:
- 2008 (1. místo) – 7,87 s.
- 2006 (1. místo) – 7,88 s. (Slovenský rekord žákyň)

Běh na 200 metrů:
- 2008 (1. místo) – 25,81 s.

Halové mistrovství Slovenska (Bratislava)
Běh na 200 metrů:
- 2007 (3. místo) – 26,12 s.

Dorostenecké mistrovství světa v atletice 2007 (Ostrava)
Běh na 100 metrů:
- 2007, meziběhy (celkově 31. místo) – 12,54 s.

Běh na 200 metrů:
- 2007, semifinále (celkově 19. místo) – 25,00 s.